# Ideal (Geòrgia)
Ideal és una població dels Estats Units a l'estat de Geòrgia. Segons el cens del 2000 tenia 518 habitants.

## Demografia
Segons el cens del 2000, Ideal tenia 518 habitants, 174 habitatges, i 123 famílies. La densitat de població era de 170,9 habitants/km².
Dels 174 habitatges en un 36,8% hi vivien nens de menys de 18 anys, en un 36,2% hi vivien parelles casades, en un 28,7% dones solteres, i en un 29,3% no eren unitats familiars. En el 29,3% dels habitatges hi vivien persones soles el 16,1% de les quals corresponia a persones de 65 anys o més que vivien soles. El nombre mitjà de persones vivint en cada habitatge era de 2,44 i el nombre mitjà de persones que vivien en cada família era de 2,95.
Per edats la població es repartia de la següent manera: un 25,1% tenia menys de 18 anys, un 6,6% entre 18 i 24, un 20,8% entre 25 i 44, un 22,6% de 45 a 60 i un 24,9% 65 anys o més.
L'edat mediana era de 43 anys. Per cada 100 dones de 18 o més anys hi havia 61 homes.
La renda mediana per habitatge era de 16.538 $ i la renda mediana per família de 21.250 $. Els homes tenien una renda mediana de 28.125 $ mentre que les dones 15.714 $. La renda per capita de la població era de 9.712 $. Entorn del 31,3% de les famílies i el 31,1% de la població estaven per davall del llindar de pobresa.

## Poblacions més properes
El següent diagrama mostra les poblacions més properes.